# Bertie Auld
Bertie Auld   (Glasgow, 23 de març de 1938 - Glasgow, 14 de novembre de 2021) va ser un jugador i entrenador de futbol escocès. Va ser membre dels Lisbon Lions del Celtic, que van guanyar la final de la Copa d'Europa de 1967.
Com a jugador, va fer més de 200 aparicions a la Lliga Escocesa amb el Celtic, el Dumbarton i el Hibernian, i més de 100 a la Football League d'Anglaterra amb el Birmingham City. També va ser tres vegades internacional amb Escòcia al principi de la seva carrera.
Va passar sis anys com a entrenador del Partick Thistle i va ser nomenat membre del saló de la fama del club. També va dirigir Hibernian, Hamilton Academical FC i Dumbarton.

## Primers anys i carrera de club
Auld va néixer a Maryhill, Glasgow, el més gran de vuit fills, i als 15 anys va fitxar pel club local Maryhill Harp. Després de rebutjar ofertes de Clyde i Partick Thistle, va fitxar pel Celtic el març de 1955, debutant en un partit de la Copa de la Lliga contra l'Airdrieonians i marcant el seu primer gol per al club en una victòria per 6-1 contra l'East Fife a la mateixa competició quatre dies després.  Va passar de lateral a extrem, però el seu caràcter tossut i la seva poca disciplina van impedir el seu progrés i, després de passar una temporada cedit al Dumbarton, va ser venut al Birmingham City el 1961 per 15.000 lliures, debutant contra l'Internazionale a la semifinal de la Copa de Fires de 1960–61. Va aparèixer a la final de la competició, en què el Birmingham va ser derrotat per 4-2 en el global per l'AS Roma. Amb el club de Midlands va guanyar una medalla de la Copa de la Lliga el 1963, quan el Birmingham va derrotar els seus rivals de la ciutat, l'Aston Villa, per un global de 3-1.
El 1965, Auld va tornar al Celtic amb un acord de 12.000 lliures, possiblement per iniciativa de Jock Stein, que encara no havia estat nomenat entrenador del Celtic. Com que ja no es considerava un extrem, Auld va formar una parella de migcampistes amb Bobby Murdoch. Va esdevenir una part integral de l'equip que va guanyar nou títols de Lliga, així com la final de la Copa d'Europa de 1967.
Va jugar com a titular la final de la Copa d'Europa de 1967, que el Celtic va guanyar contra l'Inter de Milà per 2 a 1 a l'Estádio Nacional de Lisboa.
Abans d'aquell partit, Auld va instigar una interpretació de "The Celtic Song" al túnel, per a gran perplexitat dels jugadors de l'Inter.
Auld va deixar el Celtic de nou el 1971, i aquesta vegada va fitxar per l'Hibernian amb un traspàs gratuït. Mentre era a Easter Road va combinar el seu paper com a jugador amb el d'entrenador, i finalment va centrar-se únicament en aquest últim paper.

## Carrera internacional
Auld va jugar tres partits amb la selecció escocesa, tots el 1959. Va debutar contra els Països Baixos, un partit en què es va convertir en el primer jugador de la història expulsat per Escòcia, després d'haver atacat un rival en represàlia.

## Carrera com a entrenador
Auld va començar la seva carrera com a entrenador el 1974, quan va ser nomenat al càrrec pel Partick Thistle, on va romandre durant sis temporades. Després que el Thistle guanyés el títol de la Primera Divisió escocesa la temporada 1975–76. El Thistle també va arribar a les semifinals de la Copa d'Escòcia dues vegades (1978 i 1979), la Copa de la Lliga d'Escòcia (1975) i la Copa Anglo-Escòcia (1977) sota la direcció d'Auld.
Va tornar a Edimburg com a entrenador dels Hibs el 1980, en un intent de reactivar el club després del seu descens a la temporada 1979–80. Auld va guiar els Hibs a l'ascens guanyant la primera divisió escocesa de 1980–81, però va ser substituït per Pat Stanton el 1982. Després va passar un any al capdavant del Hamilton Academical abans de tornar a dirigir el Thistle durant un breu segon període el 1986. El seu últim nomenament va ser amb Dumbarton el 1988.

## Estil de joc
Un extrem veloç i de baixa estatura durant els seus primers anys al Celtic i al Birmingham City, Auld es va convertir en migcampista amb l'entrenador del Celtic, Jock Stein. De manera similar al seu company de migcamp Bobby Murdoch, Auld era capaç de dividir les passades en defensa.

## Vida personal
Des del 1963 fins a la seva mort, Auld va estar casat amb Liz, amb qui va tenir dos fills. Després del final de la seva carrera futbolística, va regentar un pub anomenat The Buccaneer a Hamilton. A principis del segle XXI, Auld era un convidat habitual de Celtic TV. Durant el referèndum d'independència escocès del 2014, Auld va declarar el seu suport a la campanya Better Together contra la independència escocesa. Auld va morir el 14 de novembre de 2021, als 83 anys.

## Palmarès
El novembre de 2009, Auld va ser inclòs al Saló de la Fama del Futbol Escocès.

### Jugador
Cèltic
- Copa d'Europa: 1967[18]
  - Subcampions 1970[19]
- Copa Intercontinental: subcampió 1967[20]
- Lliga d'Escòcia: 1965–66, 1966–67, 1967–68, 1968–69, 1969–70[21]
- Copa d'Escòcia: 1964–65,[22] 1966–67,[23] 1968–69[24]
- Copa de la Lliga escocesa: 1966–67, 1967–68, 1968–69, 1969–70[21]
- Copa de Glasgow : 1964–65, 1966–67

Birmingham City
- Copa de Fires Interciutats: subcampions 1960–61[7]
- Copa de la Lliga de Futbol: 1962–63[25]

Escòcia
- Campionat Britànic de futbol: 1959–60 (compartit)[26]

### Entrenador

#### Partick Thistle
- Primera Divisió escocesa: 1975–76[27]

#### Hibernian
- primera divisió escocesa: 1980–81[28]
- Escut de l'est d'Escòcia : 1980–81[29]